# Adjuvans
Adjuvans är inom farmakologin medel som förbättrar effekten av ett annat läkemedel eller behandling. Adjuvans förekommer bland annat i vaccin, främst för inaktiverade vacciner, där det höjer immunförsvarets förmåga att bilda antikroppar. Den vanligaste adjuvansen i vacciner är aluminiumsalter. 
Omtvistad blev den 2009 av Glaxo Smith Kline i bland annat H1N1-vaccinet Pandemrix införda nya adjuvansen AS03 (Adjuvance system 03), som innehåller squalen, E-vitamin och polysorbat Pandemrix visade sig orsaka en spridd biverkan i form av narkolepsi hos yngre personer i flera europeiska länder, men sannolikt var inte just adjuvansen orsaken till bieffekten.